# Lac Mercier (rivière Mégiscane)
Pour les articles homonymes, voir Mercier et Lac Mercier.
Le lac Mercier est un plan d'eau douce de la partie Est du territoire de Senneterre (ville), dans la municipalité régionale de comté (MRC) de La Vallée-de-l'Or, dans la région administrative de l’Abitibi-Témiscamingue, dans la province de Québec, au Canada. Ce plan d'eau s'étend entièrement dans le canton de Bernier.
La foresterie constitue la principale activité économique du secteur. Les activités récréotouristiques arrivent en second, grâce à un plan d’eau navigable d’une longueur d’environ 101 km comprenant un ensemble de plans d’eau dont le lac Deschamps (du côté Nord-Est), lac Pascagama (au Sud-Est), le lac Bernier (rivière Suzie) au Sud et la partie inférieure de la rivière Berthelot (rivière Mégiscane).
Le bassin versant du lac Mercier est accessible grâce à quelques routes forestières desservant plusieurs presqu’îles de la partie Ouest du réservoir Gouin. La surface de la rivière est habituellement gelée de la début novembre à la fin d’avril, toutefois la circulation sécuritaire sur la glace se fait généralement de début de décembre à la mi-avril.

## Géographie
Le lac Mercier est fait tout en longueur, soit 7,4 km étant traversé vers le Sud-Ouest par le ruisseau Mercier, une largeur maximale de 0,6 km et une altitude de 393 m. Il constitue la prolongation vers le Sud-Est du lac Deschamps (situé en amont) qui est traversé par le ruisseau Mercier (venant du Nord-Est). Le ruisseau Mercier constitue l’émissaire du lac Mercier ; cet émissaire est située au Sud-Ouest du lac et coule sur 1,7 km vers le Sud jusqu’à la rive Nord du bras Sud-Est du lac Pascagama lequel est traversé à cet endroit vers l’Ouest par la rivière Mégiscane.
L’embouchure du lac Mercier est localisée à :
- 1,2 km au Nord du lac Pascagama (rivière Mégiscane)
- 13,6 km à l’Ouest du réservoir Gouin ;
- 11,8 km au Nord-Ouest du lac du Poète (rivière Mégiscane) ;
- 114,5 km au Nord-Est de l’embouchure de la rivière Mégiscane ;
- 123 km au Nord-Est du centre du village de Senneterre (ville) ;
- 51,0 km au Sud-Ouest de la réserve indienne Obedjiwan[1].

Les principaux bassins versants voisins du lac Mercier sont :
- côté Nord : rivière Pascagama, lac Pascagama, lac Saint-Cyr (rivière Saint-Cyr Sud), lac Cherrier, rivière Mégiscane ;
- côté Est : rivière Berthelot (rivière Mégiscane), baie Plamondon (réservoir Gouin), ruisseau Plamondon (réservoir Gouin), lac du Mâle (réservoir Gouin) ;
- côté Sud : rivière Mégiscane, lac Pascagama (bras Sud-Est), lac Bernier (rivière Suzie), rivière Suzie, lac de la Tête (rivière Mégiscane) ;
- côté Ouest : rivière Mégiscane, lac Pascagama, rivière Serpent (rivière Mégiscane).

## Toponymie
Le terme « Mercier » constitue un patronyme de famille d'origine française.
Le toponyme "lac Mercier" a été officialisé le 5 décembre 1968 par la Commission de toponymie du Québec lors de sa création.